# Patricia Pérez (futbolista)
Patricia Pérez Peña es una futbolista mexicana. Jugó las Eliminatorias para la Copa Mundial Femenina de Fútbol de 2007, sin embargo, no clasificó.  

## Participaciones en Copas del Mundo
| Mundial                                 | Sede           | Resultado    | Partidos | Goles |
| --------------------------------------- | -------------- | ------------ | -------- | ----- |
| Copa Mundial Femenina de Fútbol de 1999 | Estados Unidos | Primera Fase | 3        | 0     |

## Participaciones en Juegos Olímpicos
| Torneo                             | Sede   | Resultado        | Partidos | Goles |
| ---------------------------------- | ------ | ---------------- | -------- | ----- |
| Torneo olímpico femenino de fútbol | Grecia | Cuartos de final | 1        | 0     |

## Participaciones en Copa de Oro
| Copa                | Sede           | Resultado    | Partidos | Goles |
| ------------------- | -------------- | ------------ | -------- | ----- |
| Copa de Oro de 2002 | Estados Unidos | Tercer lugar | 5        | 0     |
| Copa de Oro de 2006 | Estados Unidos | Tercer lugar | 2        | 1     |